# 維夫奇齊克
51°5′24″N 24°57′15″E / 51.09000°N 24.95417°E
維夫奇齊克（烏克蘭語：Вівчицьк），是烏克蘭的村落，位於該國西部沃倫州，由科韋利區負責管轄，面積0.04平方公里，海拔高度190米，2001年人口143，人口密度每平方公里3,325.58人。